# Zbigniew Rybczyński
Zbigniew Rybczyńesquí (polonès: [ˈzbiɡɲɛf rɨpˈt͡ʂɨɲskʲi]; nascut el 27 gener del 1949) és un cineasta polonès, director, director de fotografia, guionista, creador de pel·lícules experimentals animades i artista multimèdia que ha guanyat nombrosos premis de la indústria tant als Estats Units com internacionalment, incloent-hi el 1982 el Premi d'Acadèmia per Millor Animated Pel·lícula Curta per Tango.
Ha ensenyat cinematografia i cinematografia digital, i ha treballat com a investigador del croma blau i verd compositing tecnologia a Ultimatte Empresa. És famós per les seves tècniques audiovisuals innovadores i per la seva experimentació pionera en el camp de tecnologia de la nova imatge.
 Al març del 2009, Rybczyński retorna a Polònia, s'ubica a Wrocław, on instal·la el Centre per les Tecnologies Audiovisuals (CeTA) al lloc de l'històric Estudi de Cinema. El centre, el qual va obrir oficialment el gener del 2003, inclou un estudi d'última generació dissenyat per Rybczyński per la producció de multi-imatges de pel·lícula de la capa, i un institut per recerca a imatges i tecnologies visuals.
Després que Rybczynski descobrís i publiqués un gran escàndol de corrupció a CeTA, el van acomiadar i subsegüentment va declarar la renúncia de la seva ciutadania polonesa.

## Inicis i carrera
Rybczyński va néixer a Łódź, Polònia. Va créixer a Varsòvia, on va assistir a una escola secundaria d'art i va treballar durant un breu temps a l'Estudi Miniatur Filmowych (1968-1969). Va estudiar cinema a l'Escola de Cinema Łódź (1969-1973); la seva tesi final van ser les pel·lícules Take Five i Plamuz. Durant els seus estudis va ser un dels membres fundadors del Taller de Cinema (Warsztat Formy Filmowej), el grup polonès neo-avantguarda més important. També va perfeccionar les seves tècniques com a director de fotografia treballant per a joves directors com Andrzej Barańesquí, Piotr Andrejew, Wojciech Wiszniewski i Filip Bajon en curtmetratges, documentals i pel·lícules educatives, i en el llargemtratge de Grzegorz Królikiewicz anomenat La Dansa Hawk (Tańczący Jastrząb). Les seves pel·lícules d'aquest període inclouen: La Xerrada (Rozmowa- televisió) i A les palpentes (Po Omacku) per Andrejew, Videocasset (Wideokaseta) per Bajon, i Wanda Vaścimińska włókniarka per Wiszniewski. De 1973 a 1980 Rybczyńl'esquí va fer les seves pròpies pel·lícules a l'estudi se-ma-for a Łódź. Va establir el Stanzl estudi d'efectes especials dins Viena per l'estació de televisió pública austríaca ORF, i treballat allà de 1977 a 1980. Durant el malestar polític dins Polònia dins 1980 sigui el cap del comitè dels fundadors del se-ma-for branca d'estudi de Solidaritat.

## Emigració als Estats Units
El 1982, durant el període de llei marcial, va dirigir un contracte de feina que li va permetre deixar Polònia per Viena, on va sol·licitar asil polític. L'any següent ell i la seva família va emigrar als Estats Units, on van viure a Los Angeles i després a Nova York. Les primeres feines que va fer als EUA van ser els curtmetratges experimentals The Day Before i The Discreet Charm of Diplomacy tots dos 
el 1984 en una comissió de The New Show de NBC TV. El 1985 va obrir el seu propi estudi –ZBIG VISION – a Nova York, el qual posteriorment va equipar amb l'última tecnologia de vídeo, ordinador i HDTV. Va ser en aquest estudi que va fer les seves les seves pel·lícules americanes més importants, incloent Passos (1987), La Quarta Dimensió (1988), L'Orquestra (1990), Manhattan (1991) i Kafka (1992), les quals van ser aclamades per la crítica i van rebre nombrosos premis. A EUA també va fer curtmetratges musicals que van fer pujar la seva popularitat. Entre 1984 i 1989 va fer més de 30 videoclips musicals per artistes com Mick Jagger, Yoko Ono, Lou Reed, Simple Minds, Cameo, The Art of Noise, Chuck Mangione, Pet Shop Boys, Lady Pank, The Alan Parsons Project, Supertramp i Rush . Un d'ells – Imagine (1986), fet per una de les composicions de John Lennon – va ser el primer videoclip musical fet utilitzant tecnologia d'alta definició.
El 1994, Rybczyński es va traslladar a Alemanya, on va co-fundar el Centre de Disseny d'Imatges Noves (Centrum Für Neue Bildgestaltung), un centre de cinema experimental a Berlín, i més tard a Colònia. El 2001 retorna a Los Angeles, on va treballar per la companyia Ultimatte Corporation i va continuar la seva recerca en l'àmbit on l'art, la ciència i la tecnologia digital es creuen donant com a resultat innovacions per les imatges en moviment. Entre els resultats dels estudis a llarg termini de Rybczyński a partir de la recerca i l'experimentació trobem els seus invents dins del camp de l'electronica. Un dels més importants va ser dins de la tecnologia de la imatge pel qual posseeix diverses patents als EUA i actualment són molt utilitzats dins del cinema i la indústria televisiva. 
Al març del 2009 Rybczyński va retornar a Polònia, concretament a Wrocław, on ha instal·lat el Centre per Tecnologies Audiovisuals (CeTa) al lloc on històricament es trobava l'Estudi de Cinema. El centre, el qual va obrir oficialment al gener del 2013, inclou un estudi d'alta generació dissenyat per Rybczyński per la producció de pel·lícules multi-capa, i un institut per la recerca d'imatges i tecnologies visuals.
Rybczyński era un professor a l'Acadèmia de Comunicació Audiovisual a Colònia (1998-2001), i també ha estat docent a moltes altres escoles de cinema, incloent l'Escola de Cinema a Łódź, la Universitat de Colúmbia a Nova York i la Universitat d'art i disseny a Yoshiba, Tòkio.

## Premis

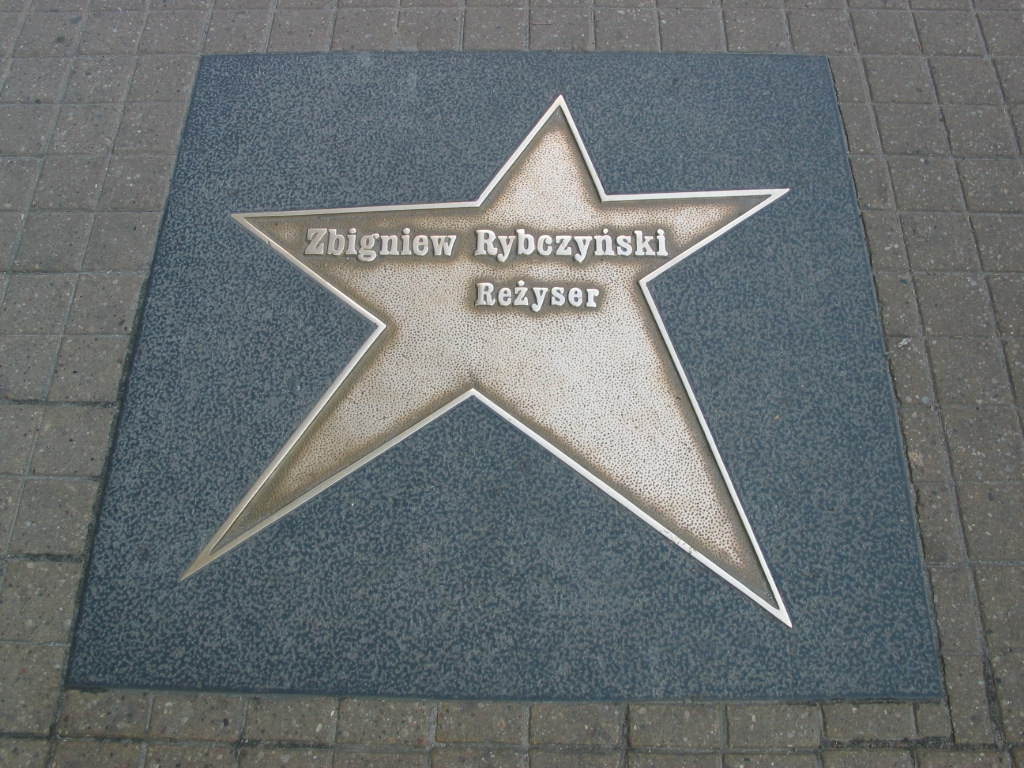
Estrella al passeig de la fama a Łódź

Rybczyński ha guanyat nombrosos prestigiosos premis a festivals de cinema internacionals incloent-hi Oberhausen (1981), Tampere (1982), Kraków (1981), i el Premi Golden Gate al Festival de Cinema Internacional a San Francisco (1993). Va guanyar l'Oscar al Millor Curtmetratge d'Animació el 1983 per la seva pel·lícula Tango era el primer Oscar que s'atorgava a un artista polonès. (La cerimònia de premis va ser ser anecdòtica. Rybczynski va sortir de la cerimònia per anar a fumar i al intentar tornar a entrar l'home de seguretat no el va deixar entrar encara que portava l'estatueta a la mà. Això va derivar en una baralla i Rybczynski va ser arrestat. La seva conslusió va ser que "l'èxit i el fracàs estan basant entrelligats.")
També va rebre tres MTV Video Music Awards, tres American Video Awards (AMA) i tres Monitor Awards (1984-1987), un MTV Video Vanguard Award per "ser visionari al camp del videoclip musical" (1985–86), un Billboard Music Video Award (1986), un Lleó de Plata al Festival de Cinema Publicitari de Canes (1987), una Emmy Premi (1990), un Prix Italia (1990) i el Premi Magnífic al Festival de Cinema Electrònic Internacional, Tòquio-Montreux (1990 i 1992). El 2010 va rebre un Lifetime Premi de Consecució per les seves contribucions al desenvolupament internacional cinematic art al Batumi Art Internacional-Festival d'Art-House (BIAFF) a Geòrgia.
El 1999 Rybczyński va ser honorat amb una estrella al Passeig de la Fama de Łódź. Al 2008 l'Institut de Cinema de Łódź li va atorgar un doctorat honorífic "per habilitat artística excepcional i innovació en les arts cinemàtiques i per l'ús creatiu dels potencials d'art, tecnologia i ciència". Ellministre de Cultura i Patrimoni de la Humanitat de Polònia el mateix any li van atorgar la Medalla per Meritar a Cultura - Gloria Artis per Consecucions Culturals, i també va rebre el prestigiós Katarzyna Kobro Premi per consecució artística.
La primera exhibició d'ell sol – Un Treatise en la Imatge Visual, mostrat el 2009 a les Estacions d'Art a Poznań, el Centre d'Art del WRO en Wrocław i el Centre d'Art Contemporani Znaki Czasu a Toruń – va enfocar la seva atenció en les seves consecucions artístiques i científiques úniques, presentant la seva feina en el context no només de pel·lícules sinó també d'arts contemporànies.
Rybczyński era també actiu en un grup d'avantguarda "Warsztat Formy Filmowej", i hi havia cooperat amb "Se-ma-per" Estudis en Łódź, on ell authored una sèrie de pel·lícules curtes, incloent: Plamuz 1973, Zupa 1974, Nowa książka 1975 i Tango 1980.
Tango era el seu gran èxit, guanyant l'Oscar Premi per Millor Animated Curt el 1983.
Després de guanyar el Premi de l'Acadèmia, Rybczyński es va traslladar a Nova York i va embarcar-se en una carrera que el va fer dirigir videclips en els anys primerencs de MTV. Rybczyńsk va crear dotzenes de vídeos de musicals per artistes com Art of Noise, Mick Jagger, Ments Senzilles, Pet Shop Boys, Chuck Mangione, L'Alan Parsons Projecte, Yoko Ono, Lou Reed, Supertramp, Pressa, Propaganda, Lady Pank. El seu clip per John Lennon és Imagine va ser considerat com a obra mestra per la tecnologia d'HDTV. Rybczyński va guanyar diversos Premis de MTV, inclòs el coveted Vídeo Vanguard Premi per les seves contribucions radicals a la forma.
Rybczyński és un pioner reconegut en tecnologia d'HDTV. El 1990, va produir el programa en HDTV L'Orquestra pel mercat japonès. Aquesta suite de vídeos de música clàssica va guanyar molts premis (l'Emmy Premi per "Consecució Excepcional en Efectes Visuals Especials"). El programa, creat en HDTV, va ser retransmès en resolució estàndard per PBS mentre part de la seva sèrie d'Actuacions Gran en els EUA, ja que l'HDTV no va ser àmpliament disponible a espectadors fins a una dècada més tard. Els segments d'aquest programa són regularment presentat en els Arts Clàssics Showcase canal en els EUA
Frustrat amb la qualitat de la tecnologia del chroma — el procés de treure una freqüència de color específica de pel·lícula i vídeo que havien esdevingut essencial a la seva feina — Rybczyński va començar a crear el seu propi chromakey software a la decada dels 90. Això va fer que aconseguís un lloc de treball a l'empresa R&D a Los Angeles Ultimatte Empresa, empresa reconeguda i lider en la industria de la tecnologia del croma.

## Filmography

### Període de Polònia
| Any  | Títol de pel·lícula                                                       | Duració | Tipus de pel·lícula | Ubicació                                                                           |
| ---- | ------------------------------------------------------------------------- | ------- | ------------------- | ---------------------------------------------------------------------------------- |
| 1972 | Kwadrat (Quadrat)                                                         | 4:40    | 35 mm curtmetratge  | PWSFTviT Łódź, Polònia                                                             |
| 1972 | Agafa Cinc                                                                | 3:36    | 35 mm curtmetratge  | PWSFTviT Łódź, Polònia                                                             |
| 1973 | Plamuz (Art de música)                                                    | 9:38    | 35 mm curtmetratge  | SMFF Se-Ma-Per Łódź, Polònia                                                       |
| 1974 | Zupa (Sopa)                                                               | 8:22    | 35 mm curtmetratge  | SMFF Se-Ma-Per Łódź, Polònia                                                       |
| 1975 | Nowa Książka (Llibre nou)                                                 | 10:26   | 35 mm curtmetratge  | SMFF Se-Ma-Per Łódź, Polònia                                                       |
| 1975 | Lokomotywa (Locomotora)                                                   | 9:38    | 35 mm curtmetratge  | SMFF Se-Ma-Per Łódź, Polònia                                                       |
| 1975 | ŚwięA (Vacances)                                                          | 9:38    | 35 mm curtmetratge  | SMFF Se-Ma-Per Łódź, Polònia                                                       |
| 1976 | Oj! Nie Mogę Się Zatrzymać! (Oh, no Puc Parar!)                           | 10:07   | 35 mm curtmetratge  | SMFF Se-Ma-Per Łódź, Polònia                                                       |
| 1976 | Weg Zum Nachbarn (Manera Al vostre Veí)                                   | 2:30    | 35 mm curtmetratge  | SMFF Se-Ma-Per Łódź, Polònia                                                       |
| 1977 | Piątek - Sobota (Divendres - dissabte)                                    | 3:00    | 35 mm curtmetratge  | SMFF Se-Ma-Per Łódź, Polònia                                                       |
| 1979 | Mein Fenster (La meva Finestra)                                           | 2:26    | 35 mm curtmetratge  | Viena                                                                              |
| 1980 | Tango                                                                     | 8:14    | 35 mm curtmetratge  | SMFF Se-Ma-Per Łódź, Polònia                                                       |
| 1980 | Mitjans de comunicació                                                    | 1:36    | 35 mm curtmetratge  | SMFF Se-Ma-Per Łódź, Polònia                                                       |
| 1980 | Sceny Narciarskie z Franzem Klammeren (Escenes d'esquí amb Franz Klammer) | 9:38    | 35 mm curtmetratge  | En col·laboració amb B. Dziworski, WFO Łódź, Polònia i Pel·lícula de Senyal, Viena |
| 1981 | Wdech-Wydech (Inhala-Exhalar)                                             | 2:26    | 35 mm curtmetratge  | En col·laboració amb B. Dziworski, SMFF Se-Ma-Per Łódź, per TVP, Polònia           |

### Treballs posteriors

#### 1983
- Angst - Austríac assassí en sèrie protagonitzat per Erwin Leder

#### 1984
- "Signe dels Temps" - vídeo de música per Flaix de Gran mestre d'Ells El va Dir no Podria Ser Fet, 4:25, Elektra/Rècords d'Asil
- "El Final Real" - vídeo de música per Rickie Lee Jones de la Revista, 4:47, Warner Bros.
- "Tot Que vaig Voler" - vídeo de música per Belfegore del seu eponymous àlbum, 4:15, Elektra Rècords
- "Diana D" - vídeo de música per Portabroques Mangione, 4 min, Rècords de CBS
- "Proper (A l'Editar)" - vídeo de música per Art de Soroll, 4:30, Rècords d'Illa
- "L'Encant Discret de la Diplomàcia" - vídeo curt experimental, 2:56, La televisió de NBC d'ESPECTACLE NOVA
- "El dia abans" - vídeo curt experimental, 1:38, La televisió de NBC d'ESPECTACLE NOVA

#### 1985
- "Perdre El vostre Amor" - vídeo de música per Blancmange, 3:54, Warner Bros.
- "Viu i Donant una patada a" - vídeo de música per Ments Senzilles, 5:25, Un&M Rècords
- "Ultimo Ballo" - Vídeo de música per Angel i Maimone, 4:50, Rècords Verges
- "Mitjanit Mover" - vídeo de música per Acceptar, 3:10, Rècords d'Èpica
- "Minus Vídeo de zero músiques per Senyora Pank, 3:55, Rècords de MCA
- "Va Anar Pop" - vídeo de música per jo Sóc Siam, 4:10, Rècords de Colúmbia
- "Tir calent" - vídeo de música per Jimmy Penya-segat, 3:55, Rècords de CBS
- "P-Maquinària" - vídeo de música per Propaganda, 3:45, Rècords d'Illa
- "Qui Estimes" - vídeo de música per Bernard Wright, 4:15, Capitol Rècords

#### 1986
- "Imagina" - pel·lícula d'HDTV experimental, 4:20, música per John Lennon, Rebo/Rybczynski Produccions
- "Candy" - vídeo de música de l'HDTV per Cameo, 4:20, Polygram Rècords, Rebo Produccions
- "L'Original Wrapper" - vídeo de música per Lou Reed, 4:40, Rècords de RCA
- "No Puc Pensar Aproximadament Dansa" - vídeo de música per Persones Desaparegudes, 4 min, Capitol Rècords
- "Màquina de sexe" - vídeo de música per Nois Grassos, 4 min, Cassola de Llauna Apple/Sutra Rècords
- "Totes les Coses va Dir" - vídeo de música per Ments Senzilles, 4:15, Rècords Verges
- "Infern dins Paradís" - vídeo de música per Yoko Ono, 3:30, OnoVideo/Polygram Rècords
- "Stereotomy" - Vídeo de música per l'Alan Parsons Projecte, 4:10, Arista Rècords
- "OPORTUNITATS" - vídeo de música per Nois de Botiga de l'Animal de companyia, 3:40, Rècords d'EMI

#### 1987
- "Deixat Feina" - vídeo de música de l'HDTV per Mick Jagger, 4:05, Rècords de CBS
- "Per què Haver de Ploro?" - Vídeo de música de l'HDTV per Nona Hendryx, 4 min, Rècords d'EMI, Rebo Produccions
- "Mantenir El vostre Ull Damunt Em" - vídeo de música de l'HDTV per Herb Alpert, 5:15, Un&M RÈCORDS, Rebo Produccions
- "Passos" - vídeo experimental/35mm pel·lícula, 26 min, Zbig Visió, KCTA-televisió(PBS), Canal Quatre
- "Estic Suplicant Tu" - vídeo de música per Supertramp, 4 min, Un&M Rècords
- "Posició de temps Encara" - vídeo de música per Pressa, 3:30, Polygram Rècords
- "Alguna cosa " vídeo de música Real per Mister, 4:10, Música de BMG
- "Dragnet Vídeo de 1987 músiques per Art de Soroll, 3 min, Rècords de Crisàlide

#### 1988
- Vídeo de seqüència que obre borrissol, 1:47, HDTV, RAI
- El Duel - un tribut a G.Melies, 4:08, HDTV, Telègraf,
- A Blau li Agrada Tu - vídeo de música de l'HDTV per Etienne Daho, 3:41, Rècords Verges
- La Quarta Dimensió - experimental 35mm pel·lícula, 27 min, Zbig Visió, Rai 3, Canal+ i KTCA-televisió (PBS)

#### 1989
- Capriccio No.24 - pel·lícula d'HDTV experimental, 6:18, TVE és L'Art de Vídeo
- Tu Més ben Ball - vídeo de música de l'HDTV pels Jets, 3:34, Rècords de MCA
- Cowbell - Vídeo de música de l'HDTV per Takeshi Itoh, 4 min, Rècords de CBS
- GMF Groupe - promo, 2:03, HDTV, Zbig Visió i Ex Nihilo

#### 1990
- L'Orquestra - HDTV pel·lícula llarga, 57:11, Zbig Visió i Ex Nihilo, coproduced per NHK, Canal+ i PBS Actuacions Grans.
- El vídeo Copeja Un - 17 ID de xarxa és per VH1

#### 1991
- Manhattan - pel·lícula d'HDTV experimental, 28 min, Zbig Visió i Empreses de NHK EUA, Inc.
- Washington - pel·lícula d'HDTV experimental, 28 min, Zbig Visió i Empreses de NHK EUA, Inc.

#### 1992
- Kafka - HDTV pel·lícula llarga, 52:16, Télémax, Les Edicions Audiovisuelles
- Seqüència que obre cortines per Aquesta nit Espectacle, 0:34, HDTV, televisió de NBC

#### 2011
- La Visió, 2011, co-director Dorota Zgłobicka, Zbig Visió, Polska